# Blériot-SPAD S.42
Il Blériot-SPAD S.42, citato anche semplicemente come SPAD S.42, era un aereo da addestramento monomotore biplano sviluppato dall'azienda francese Blériot-SPAD nei primi anni venti.
Sviluppato dal precedente caccia SPAD S.VII per rispondere ad una specifica dell'Armée de terre, l'esercito francese, equipaggiò anche le aeronautiche militari di Giappone ed Iran.

## Storia del progetto
Dopo il termine della prima guerra mondiale la Francia iniziò uno sviluppo del proprio parco velivoli per dotare i propri reparti di modelli specificatamente progettati per la formazione dei piloti.
In quest'ambito la Blériot-SPAD decise di realizzare un nuovo modello adatto all'addestramento avanzato abbinando una fusoliera derivata da quella del monoposto SPAD S.VII, ma dotata di due abitacoli separati, ad una velatura dal tipico disegno Herbemont, biplana con il piano alare superiore molto distanziato dalla fusoliera allo scopo di offrire un eccellente campo visivo.
Il prototipo venne portato in volo per la prima volta il 6 agosto 1921: era caratterizzato dalla presenza di doppi comandi ed equipaggiato con un motore Hispano-Suiza da 180 CV (132 kW). Le prove che ne seguirono furono giudicate soddisfacenti e l'azienda decise, al termine dei collaudi, di avviarne la produzione in serie a seguito di numerose commesse.
Il modello ricevette l'attenzione da parte delle autorità della Marine nationale, la marina militare francese, che decise di emettere un ordine di fornitura per trenta esemplari, uno dei quali venne impiegato in via sperimentale sulla portaerei Béarn. Venne inoltre acquistato dalla Persia, due esemplari, e dal Giappone, anch'esso in due esemplari, trovando impiego presso le rispettive forze aeree.
Nel 1923 venne avviato un programma di sviluppo atto a migliorare le caratteristiche del modello, dando vita ad un nuovo velivolo, indicato come S.62, che tuttavia non superò mai la fase di prototipo.

## Impiego operativo

### Militare
Le diverse fonti reperite non concordano sul numero di esemplari prodotti ed alcune indicano che l'Aéronautique navale, la componente aerea della Marine nationale, prese in carico solo 10 esemplari utilizzandoli in servizio operativo dal 1924 al 1928.
Dell'utilizzo da parte delle autorità militari persiane e giapponesi, se non del loro acquisto, non si hanno notizie di dettaglio.

### Civile
Un esemplare risulta essere stato impiegato in voli di propaganda al di fuori dei confini francesi, mentre un secondo risulta iscritto ad una competizione aeronautica destinata ad aerei da turismo svoltasi in Francia nel 1923.
Sempre dalla medesima fonte risulta anche che due esemplari vennero presi in carico dalla scuola di volo Blériot.

## Utilizzatori
Francia
- Aéronautique Militaire
- Aéronautique navale

operò con dieci esemplari nel periodo 1924-1928.
 Giappone
operò con due esemplari.
 Iran
- Niru-ye Havayi-ye Shahanshahiy-e Iran

operò con due esemplari.

### Pubblicazioni
- Blériot-SPAD S.42, in Aerei da guerra, Ginevra - Novara, Edito Service S.A. - Istituto Geografico De Agostini, 1993.